# Drogowa Trasa Średnicowa
Drogowa Trasa Średnicowa (DTŚ), potocznie średnicówka lub deteeśka – droga szybkiego ruchu, łącząca sześć miast konurbacji górnośląskiej.
Arteria ta przebiega przez Katowice, Chorzów, Świętochłowice, Rudę Śląską, Zabrze i Gliwice. Od 1993 roku za budowę, eksploatację i utrzymanie drogi odpowiadała spółka akcyjna Drogowa Trasa Średnicowa.
Obecnie za utrzymanie i eksploatację poszczególnych odcinków trasy odpowiadają Miasta na terenie których  znajduje się DTŚ.

## Przebieg
DTŚ rozpoczyna bieg w Katowicach, w okolicach węzła drogowego na skrzyżowaniu alei Walentego Roździeńskiego i alei Murckowskiej, a kończy w Gliwicach na węźle z aleją Jana Nowaka-Jeziorańskiego (DK88). Przebiega niemal równolegle do autostrady A4 w odległości 2–6 km na północ od niej. Istotną różnicą jest to, że na trasie Drogowej Trasy Średnicowej znajduje się 26 węzłów, podczas gdy A4 ma tylko 6 węzłów na porównywalnym odcinku i w większości omija miasta konurbacji górnośląskiej. Droga na całej długości jest bezkolizyjna, dwujezdniowa i posiada minimum trzy pasy ruchu dla każdego kierunku (wyjątkiem jest wiadukt nad rondem Sybiraków w Zabrzu oraz odcinek G2 w Gliwicach, gdzie trasa ma tylko po 2 pasy ruchu w każdym kierunku).
Przebieg DTŚ w Katowicach na odcinku od węzła Roździeńskiego do węzła Dąb pokrywa się z przebiegiem drogi krajowej nr 79. Na pozostałym odcinku od 1 stycznia 2006 Drogowa Trasa Średnicowa nosi oznaczenie DW902.
W latach 1985–2000 trasa na wschód od Estakady Orląt Lwowskich była częścią ówczesnej drogi krajowej nr 914.

## Historia budowy
Trasa przebiega od Katowic ulicą Chorzowską, estakadą nad ulicą Bracką i aż do granic Zabrza specjalnie wybudowaną drogą, której w granicach administracyjnych Katowic nadano nazwę Trasa imienia Nikodema i Józefa Renców. Jest to najstarsza część DTŚ-ki. Budowa tego odcinka rozpoczęła się w 1979 roku, jednak po wykonaniu początkowych prac ziemnych obejmujących nasypy ziemne na węzłach Mieszka I i Gałeczki została przerwana w 1981. Budowę wznowiono w roku 1986.
DTŚ była od kilkunastu lat z małymi przerwami w ciągłej budowie. Tunel pod rondem gen. Ziętka o długości 657 m (nawa północna) i 650,1 m (nawa południowa) został oddany do użytku 9 grudnia 2006. 27 maja 2008 roku został oddany do użytku odcinek od Rudy Śląskiej-Chebzia do granic Zabrza. Odcinek od granic Zabrza do węzła z ulicą de Gaulle’a, zbudowany przez Budimex, został oddany do użytku 10 czerwca 2011. Kolejnym zrealizowanym fragmentem jest odcinek do granicy z Gliwicami, otwarty 8 sierpnia 2014.
Gliwicka część średnicówki podzielona została na dwa odcinki – G1 i G2 – i mierzy około 8,4 km. Pierwszy jej odcinek – G1, o długości 2,8 km, został zbudowany przez przedsiębiorstwo Skanska za 244,6 mln zł i oddany do użytku 4 listopada 2014 roku. Odcinek przebiega od granicy z Gliwicami do węzła z ul. Kujawską. Na tym fragmencie znajduje się również węzeł średnicówki z autostradą A1.
Odcinek G2 zbudowały firmy Eurovia i Bilfinger. Inwestycja pochłonęła ok. 954 mln zł, a umowa na jej realizację została podpisana 12.12.2012. Prace budowlane ruszyły jesienią 2013 r. Śródmiejski odcinek DTŚ (G2) ma ok. 5,565 km długości i łączy ul. Kujawską z drogą krajową nr 88. Od węzła z ul. Kujawską do ul. Królewskiej Tamy zaprojektowany został jako dwujezdniowa droga dwupasmowa, a od Królewskiej Tamy do DK-88 jako jednojezdniowa droga z dwoma pasami ruchu w każdą stronę. W ścisłym centrum Gliwic trasa biegnie śladem dawnego Kanału Kłodnickiego, w głębokim wykopie, a pod ulicami Dworcową i Zwycięstwa w tunelu o długości 493 m. Tunel, wysokości 5,4 m, na wlocie i wylocie jest jednokomorowy, natomiast w środku miejscami nawet czterokomorowy. Wyposażony został w 11 różnych systemów sterowania i kontroli. Zainstalowano w nim łącznie 679 różnych lamp, 30 wentylatorów oraz 50 kamer z wideodetekcją i 16 kamer monitorujących. Budowę odcinka zakończono z końcem 2015 r. Do początku 2016 r. trwały odbiory i kontrole. Ostatni odcinek DTŚ (G2) oficjalnie otwarto dla ruchu 20 marca 2016 r. z udziałem przedstawicieli władz wojewódzkich i miejskich. W tym dniu możliwe było przejście przez tunel pieszo oraz przejazd rowerem. Pierwsze samochody wjechały na ten odcinek wieczorem, o godz. 20.25.

## Plany na przyszłość
Planuje się przedłużenie przebiegu DTŚ w kierunku wschodnim do Zagłębia Dąbrowskiego i południowym do Jaworzna. Odcinek ten miałby długość 22,3 km i przebiegał z Katowic przez Mysłowice (połączenie z Jaworznem) oraz Sosnowiec, Będzin i Dąbrowę Górniczą.